# 존 윈체스터
존 윈체스터(John Winchester)는 미국 CW방송국의 드라마 《수퍼내추럴》에 등장하는 캐릭터이다. 주인공인 윈체스터 형제의 아버지이며, 자신의 가족을 파멸시킨 아자젤을 복수하려고 한다.